# Museo Arqueológico de Tera
El Museo Arqueológico de Tera es un museo de Grecia ubicado en la isla de Santorini, en el archipiélago de las Cícladas. Debe distinguirse del Museo de Prehistoria de Tera.

## Historia
Un primer edificio para el museo arqueológico fue construido en 1902, pero resultó dañado por un terremoto en 1956, por lo que en 1960 tuvo que ser construido un nuevo edificio, que es la sede actual de este museo. Tras un proceso de renovación proyectado desde el año 2021, en 2025 se reinauguró este museo, acompañado por una importante exposición temporal titulada: «Mujeres cicládicas».

## Colecciones
El museo contiene una colección de objetos que abarcan periodos comprendidos principalmente entre la época arcaica y la época romana, aunque también hay algunas piezas de la Edad del Bronce. Entre los objetos expuestos se hallan esculturas, recipientes de cerámica e inscripciones epigráficas. Muchos de ellos proceden de la antigua necrópolis de Tera. Una de las piezas más destacadas es la llamada «Kore de Tera», una estatua de tamaño superior natural (2,48 m) del siglo VII a. C. en un excelente estado de conservación.

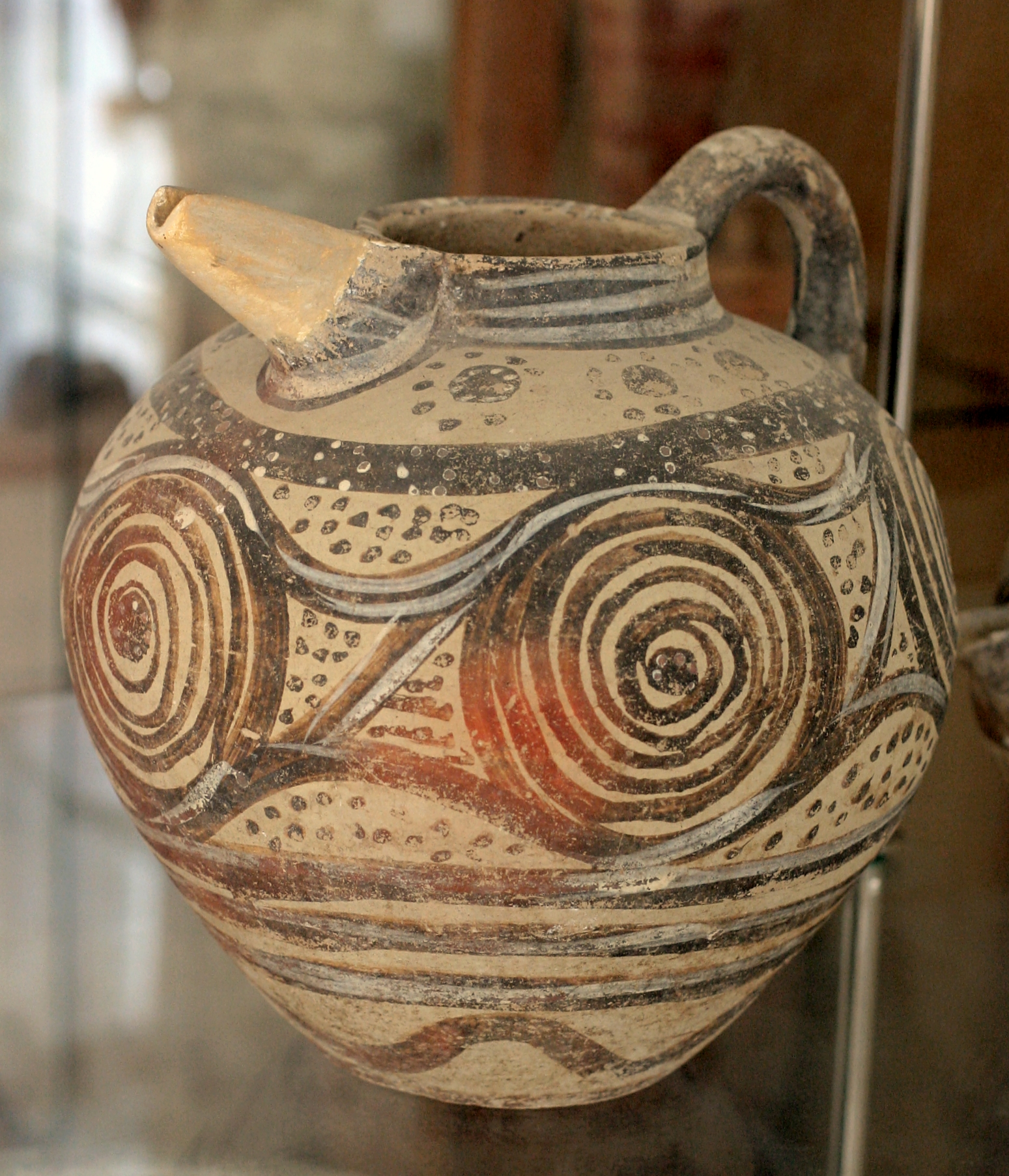
Pieza de cerámica del siglo XVII a. C.
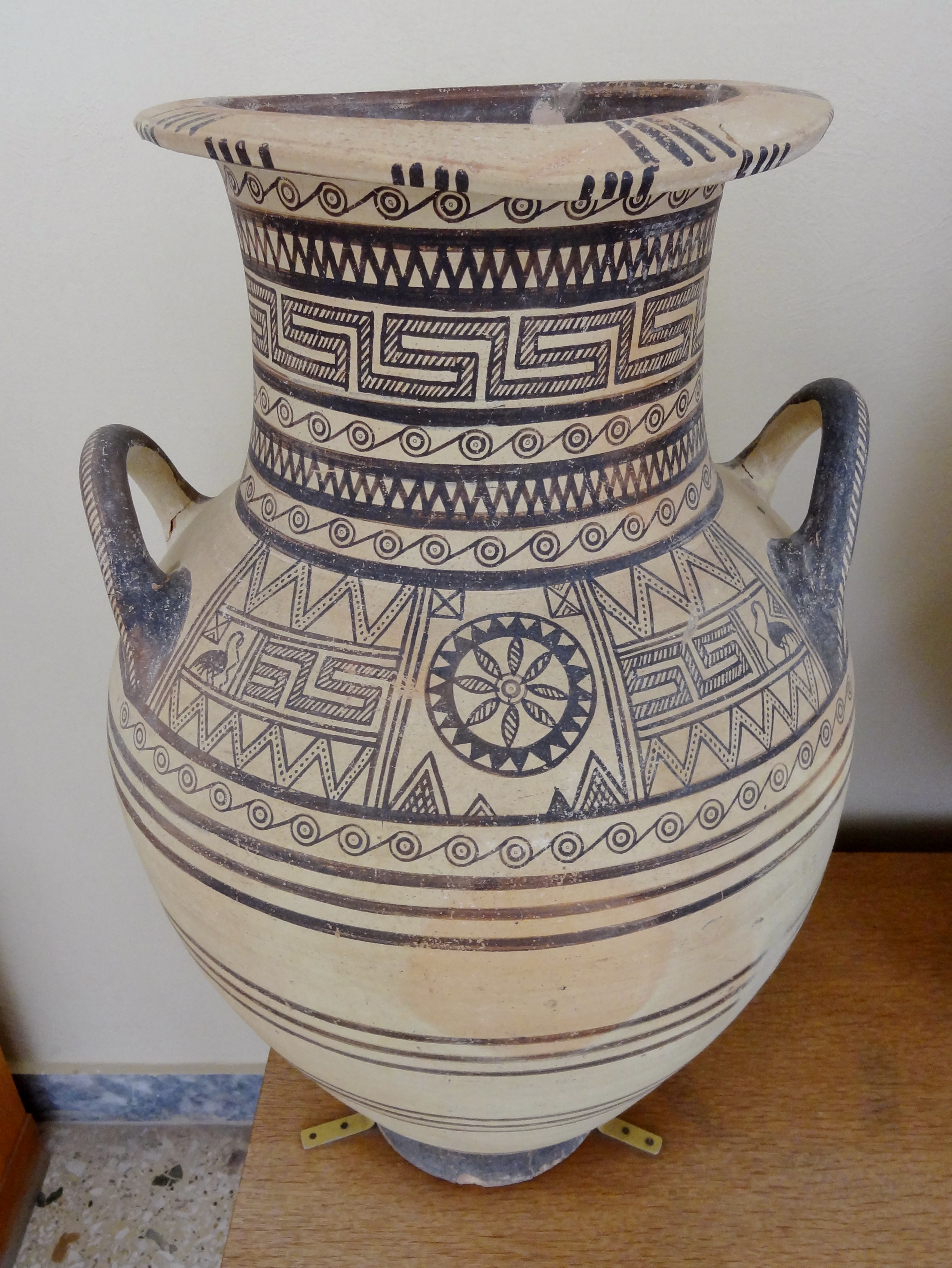
Pieza de cerámica del periodo geométrico
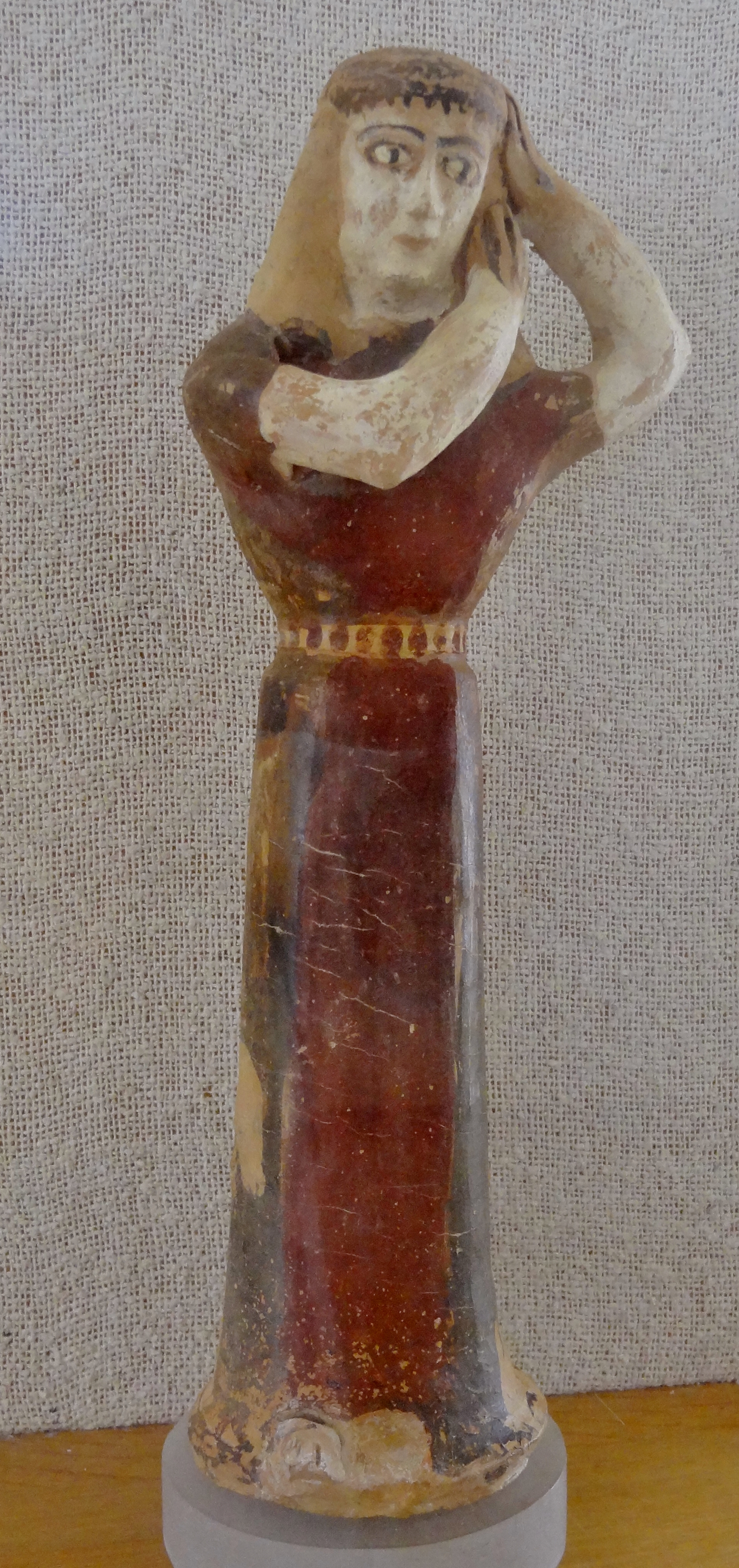
Estatuilla de arcilla del siglo VII a. C.
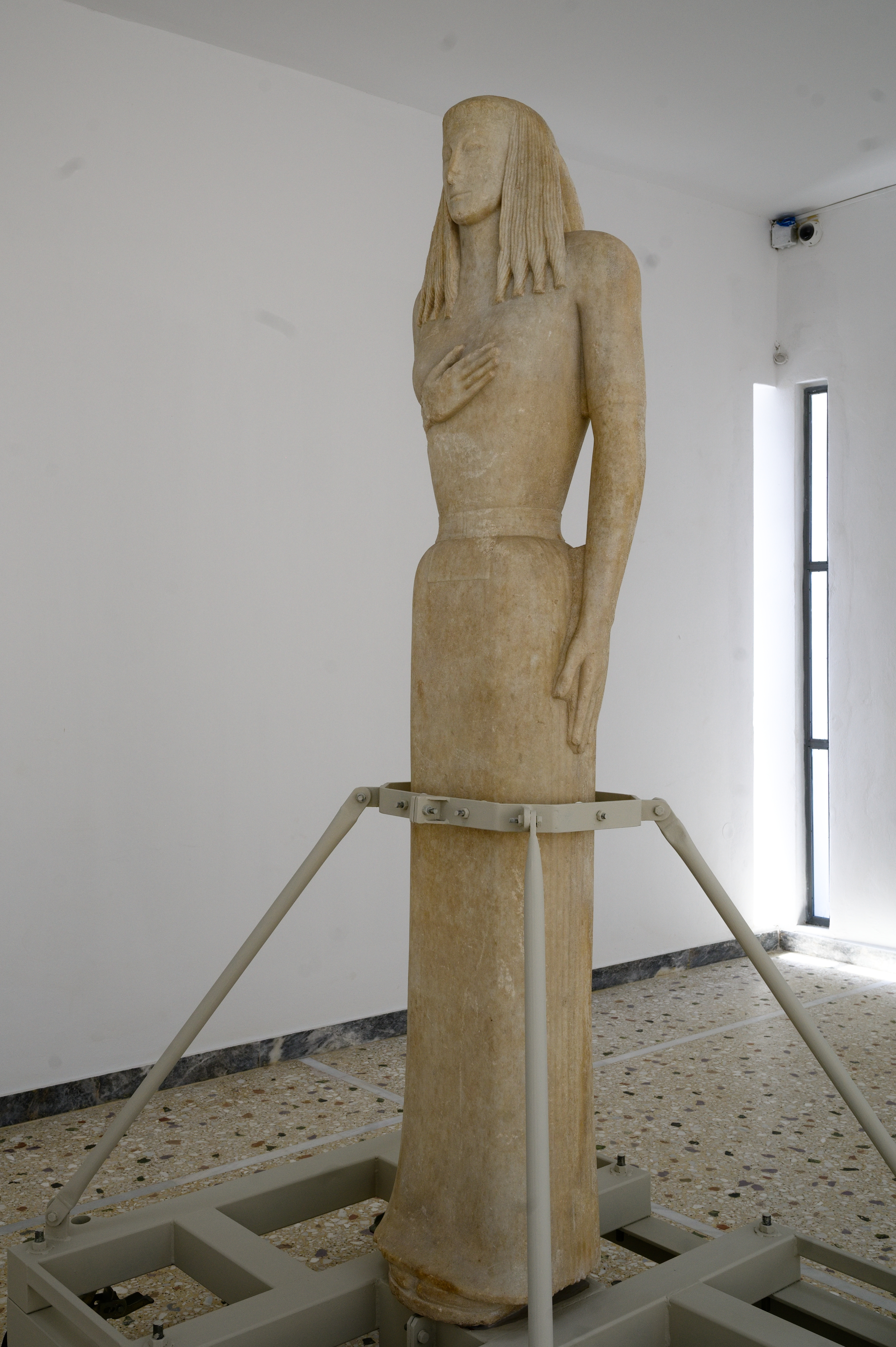
la denominada «Kore de Tera», del siglo VII a. C.
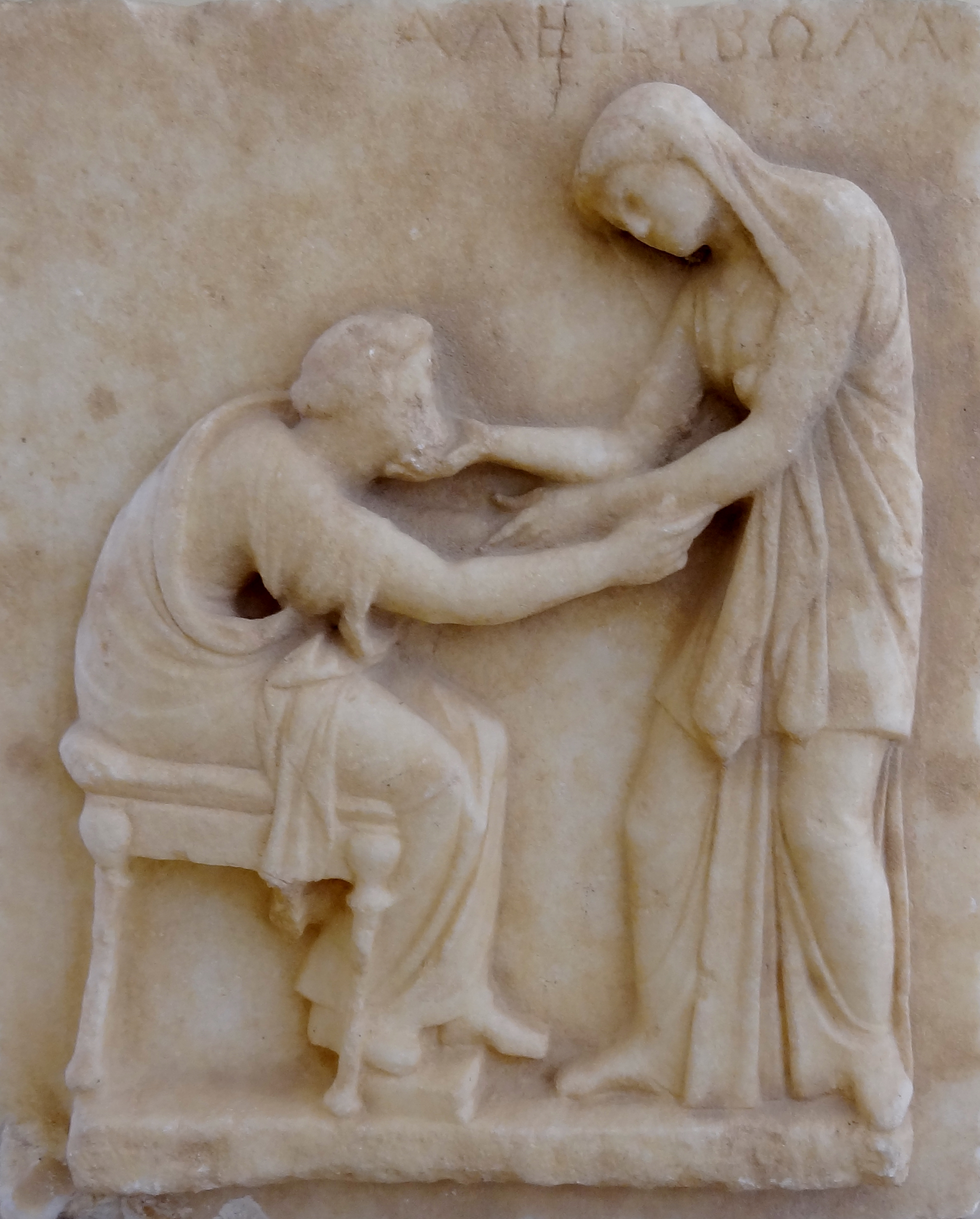
Estela funeraria de principios del siglo III a. C.